# Донька мого боса
«Донька мого боса» (або «Дочка мого боса», англ. My Boss's Daughter) — американська романтична комедія 2003 року, режисера Девіда Цукера. У головних ролях знялися Ештон Кутчер, Тара Рід і Теренс Стемп. Фільм випущений компанією Dimension Films.

## Сюжет
Том Стенсфілд (Ештон Кутчер) є простим робітником видавництва, що працює під керівництвом шефа-тирана Джека Тейлора (Теренс Стемп). Том закохується в дочку свого боса, Лізу Тейлор (Тара Рід), яку повністю контролює батько. Бажаючи завоювати прихильність Тейлора і зблизиться з його донькою, Том залишається в будинку боса доглянути за його пугачем О-Джеєм. Проблеми Стенсфілда починаються з поверненням старшого брата Лізи, Реда, який промишляє наркоторгівлею. Ред викидає наркотики в туалетний унітаз, а дилеру віддає борошно. О-Джей напивається води з унітаза і відлітає з дому. Екссекретарка Джека Тейлора, Одрі (Моллі Шеннон), намагається повернути роботу. Після сварки зі своїм хлопцем вона залишається з Томом. Дізнавшись про зраду хлопця, Ліза повертається додому. Том приховує від неї все, що відбулося, а вона проводить із ним час, думаючи, що він гомосексуал. Він переконує її у своїй гетеросексуальності й Лізі починає подобається Том. Тіна, подруга Одрі, думає, що у неї рак грудей, і просить помацати її груди. Одрі просить порівняти свої груди та груди Тіни, і Том починає мацати їхні грудей одночасно. Ліза застає їх у цій ситуації та вирішує, що Том збоченець.

## У ролях
| Актор          | Роль          |
| -------------- | ------------- |
| Ештон Кутчер   | Том Стенсфілд |
| Тара Рейд      | Ліза Тейлор   |
| Теренс Стемп   | Джек Тейлор   |
| Енді Ріхтер    | Ред Тейлор    |
| Моллі Шеннон   | Одрі Беннетт  |
| Кармен Електра | Тіна          |
| Майкл Медсен   | Ті-Джей       |
| Тайлер Лебін   | Спайк         |
| Джефрі Тембор  | Кен           |
| Девід Кокнер   | Спід          |
| Анджела Літтл  | Шеріл         |

## Знімальна група
- Режисер — Девід Цукер
- Сценарист — Девід Дорфман
- Продюсер — Джон Джейкобс, Джил Неттер, Педді Каллен
- Композитор — Тедді Кастелуччи